# Анні Добантон
Анні Добантон (фр. Annie Daubenton) — французька дипломатка, журналістка, есеїстка, незалежна дослідниця та політолог, фахівець з питань Центральної та Східної Європи. Радниця з питань культури Посольства Франції в Україні (1998-2001).

## Біографія
Закінчила Університет Париж X Нантер. Почала свою кар'єру як літературного критика літературних новин (1971—1982), згодом виступала з доповідями по Центральній і Східній Європі та прес-оглядами по французькій культурі (1984-1990). Працювала у Польщі, була постійним кореспондентом Radio France у Росії (1993-1997). Працювала Радником з питань культури Посольства Франції в Україні (1998-2001). Вважається одним з найкращих знавців України у Франції.

## Авторка книг
- «Росія, м'ясоїдна держава» (1998),
- «Громадянське суспільство в Україні: на варті демократії»[2] у колективній праці «Україна – новий учасник міжнародної гри» (2000),
- «Україна, метаморфози незалежності» (2009).